# Arne Sahlén
Sven Folke Arne Sahlén, född 30 augusti 1924 i Kyrkefalla församling, Tibro, död 16 april 1999 i Jönköping, var en svensk målare, tecknare och grafiker
Han var son till Karl Vilgot Sahlén och Anna Mathilda Gustafsson och gift med Gunborg Aina Maria Sahlén. Separat ställde han bland annat ut på Konstnärsgården i Jönköping och på Galleri Viktor Rydberg i Göteborg. Han medverkade i ett stort antal samlingsutställningar bland annat i Jönköpings länssalong, Teckningstriennalen i Landskrona, Liljevalchs vårsalonger samt med olika konstföreningar i Växjö, Eksjö och Nässjö. Hans konst består av teckningar från sydliga länders folkliv och landskapsmålningar från Ölands alvar eller bohuslänska klippor utförda i olja eller akvarell. Sahlén är representerad vid Jönköpings kommun, Folketshusföreningarna och Televerket i Jönköping. Sahlén är begravd på Dunkehalla kyrkogård.